# Hollejo

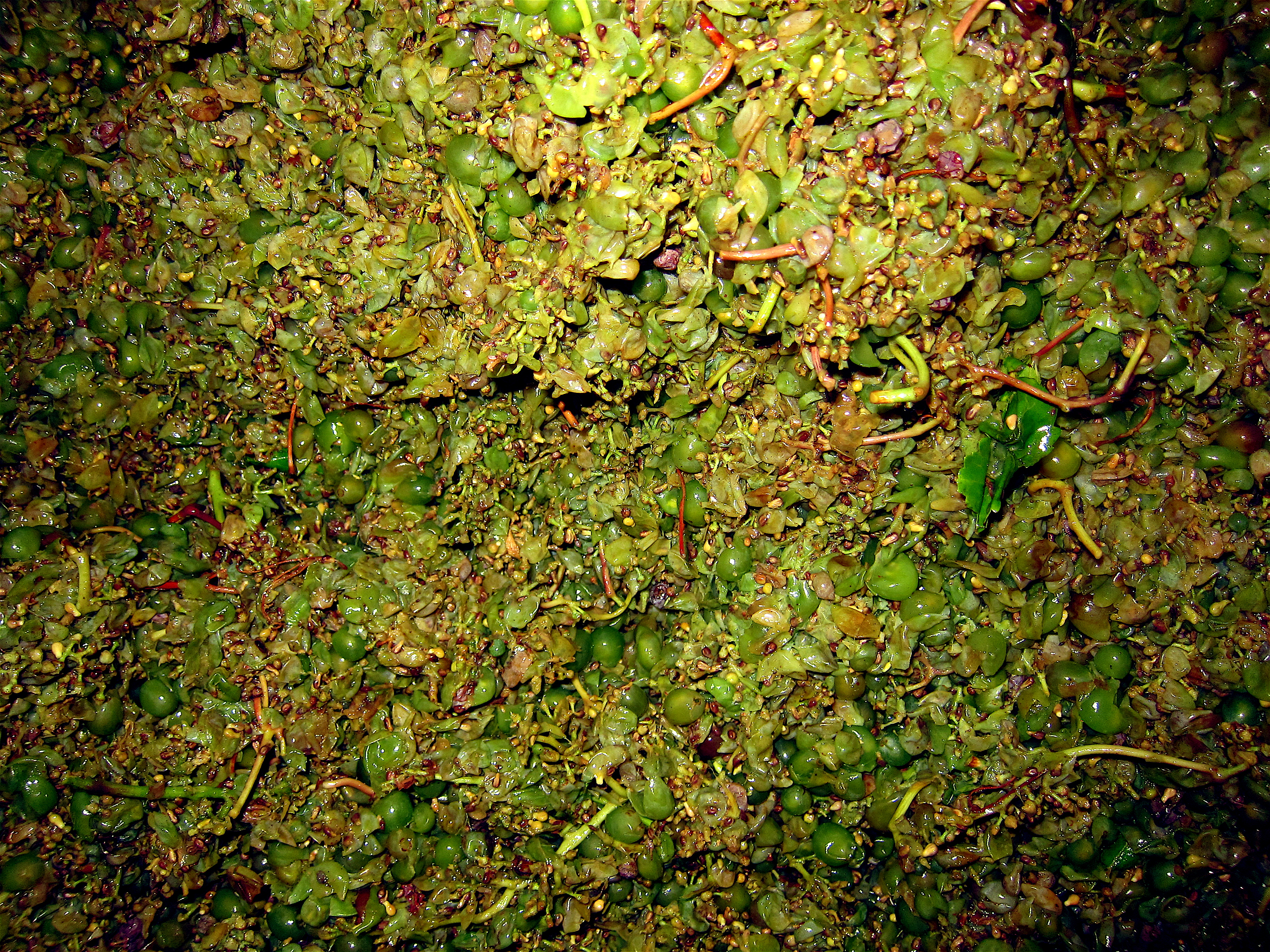
Hollejo después de prensar uva treixadura.

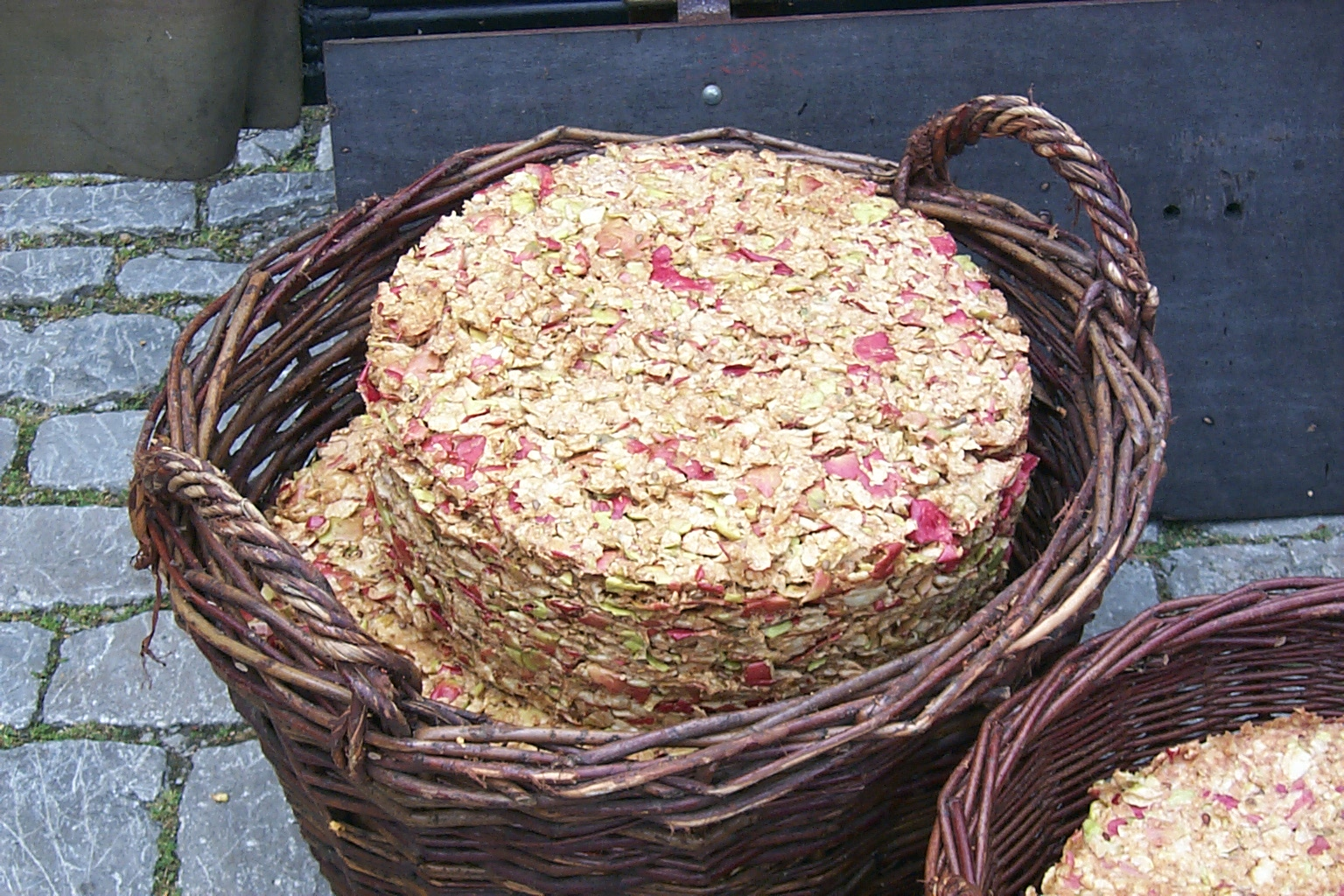
Residuos de manzana después de un prensado.

Hollejo (del latín folliculus, "cáscara", "vaina", "saco pequeño") o bagazo es la materia sólida que queda después del prensado de uvas, aceitunas u otras frutas para extraer los líquidos resultantes (mosto, aceite, sidra, etcétera). Se trata básicamente de un conjunto de pieles, pulpas, semillas o tallos de la fruta.
El hollejo de uva se macera con el mosto en la elaboración de los vinos tintos, a diferencia de los vinos blancos. Cuando una uva blanca se deja macerar con el hollejo, se obtiene un vino brisado. El hollejo de uva se ha utilizado tradicionalmente para producir destilados como orujo en España, grappa en Italia, bagaceira en Portugal, zivania en Chipre, tsipouro en Grecia, marc en Francia o, incluso, aceite de pepitas de uva. Hoy en día, la mayor utilización del hollejo es para pasto (ganadería) o fertilizante. En los últimos años se está empezando a usar para extraer del mismo compuestos bioactivos como los polifenoles.
El hollejo de manzana es utilizado a menudo para producir pectina y, en algunos países, sirve para hacer ciderkin, una sidra muy ligera.

## Historia
Los antiguos griegos y romanos utilizaban el hollejo de uva para crear la lora, un vino que más tarde sería conocido como piquette. Se trataba de un vino de baja calidad normalmente bebido por esclavos y trabajadores de baja clase social. Después de haber prensado las uvas dos veces, el hollejo se sumergía en agua durante un día y se volvía a prensar una tercera vez. El líquido resultante se mezclaba con más agua para producir un vino flojo.
En la Edad Media, se bebía un vino de hollejo de uva con bajo contenido de alcohol, del tres o cuatro por ciento. Este vino se hacía mediante la adición de agua al hollejo y luego se dejaba fermentar.